# Тунъюй
Тунъю́й (кит. упр. 通榆, пиньинь Tōngyú) — уезд городского округа Байчэн провинции Гирин (КНР). Название уезда образовано из вторых иероглифов названий бывших уездов Кайтун и Чжаньюй.

## История
Уезд был образован в октябре 1958 года путём объединения бывших уездов Кайтун и Чжаньюй.

## Административное деление
Уезд Тунъюй делится на 8 посёлков, 6 волостей и 2 национальные волости.

## Соседние административные единицы
Уезд Тунъюй граничит со следующими административными единицами:
- Городской уезд Таонань (на севере)
- Городской уезд Даань (на северо-востоке)
- Городской округ Гирин (на востоке)
- Автономный район Внутренняя Монголия (на юге и западе)